# 櫻木晶
櫻木 晶（、1937年〈昭和12年〉4月11日 - ）は、日本の映画美術監督。和歌山県出身。日本映画美術監督協会特別会員。

## 概暦
1961年に、東宝へ美術助手として入社。黒澤明や市川崑らの監督作品に携わったのち、1984年に映画『ゴジラ』にて美術デザイナーとして一本立ちした。1997年4月、定年退職しフリーとなる。
美術監督としては、セットのクオリティの高さを第一に掲げていた。

## 担当作品

### 美術助手
- 椿三十郎（1962年）[3]
- 天国と地獄（1963年）[3]
- 日本一のゴマすり男（1965年）
- クレージーの大爆発（1969年）
- 日本一のワルノリ男（1970年）
- 日本一のショック男（1971年）
- 影武者（1980年）
- 幸福（1981年）[3]
- 細雪（1983年）[3]
- さよならジュピター（1984年）[1]

### 美術デザイナー作品
- ゴジラ（1984年）[3][2][1]
- 夢（1990年）[3][1]
- 八つ墓村（1996年）[3][1]
- モスラ3 キングギドラ来襲（1998年）[3][2][1]
- 新選組（2000年）[3]
- 蟬しぐれ（2005年）[1]
- 犬神家の一族（2006年）

### 施設
- 東武ワールドスクウェア[3]

## 受賞歴
- 1990年 - 第44回日本映画美術賞、第14回日本アカデミー賞優秀美術賞[1]
- 1996年 - 第42回アジア太平洋映画祭最優秀美術賞、第50回日本映画美術賞、第20回日本アカデミー賞優秀美術賞[1]
- 2005年 - 第5回映像技術賞、第29回日本アカデミー賞優秀美術賞[1]